# Pimelodus jivaro
Pimelodus jivaro és una espècie de peix de la família dels pimelòdids i de l'ordre dels siluriformes. Es troba a Sud-amèrica: conca del riu Amazones.